# Plan Paulsona

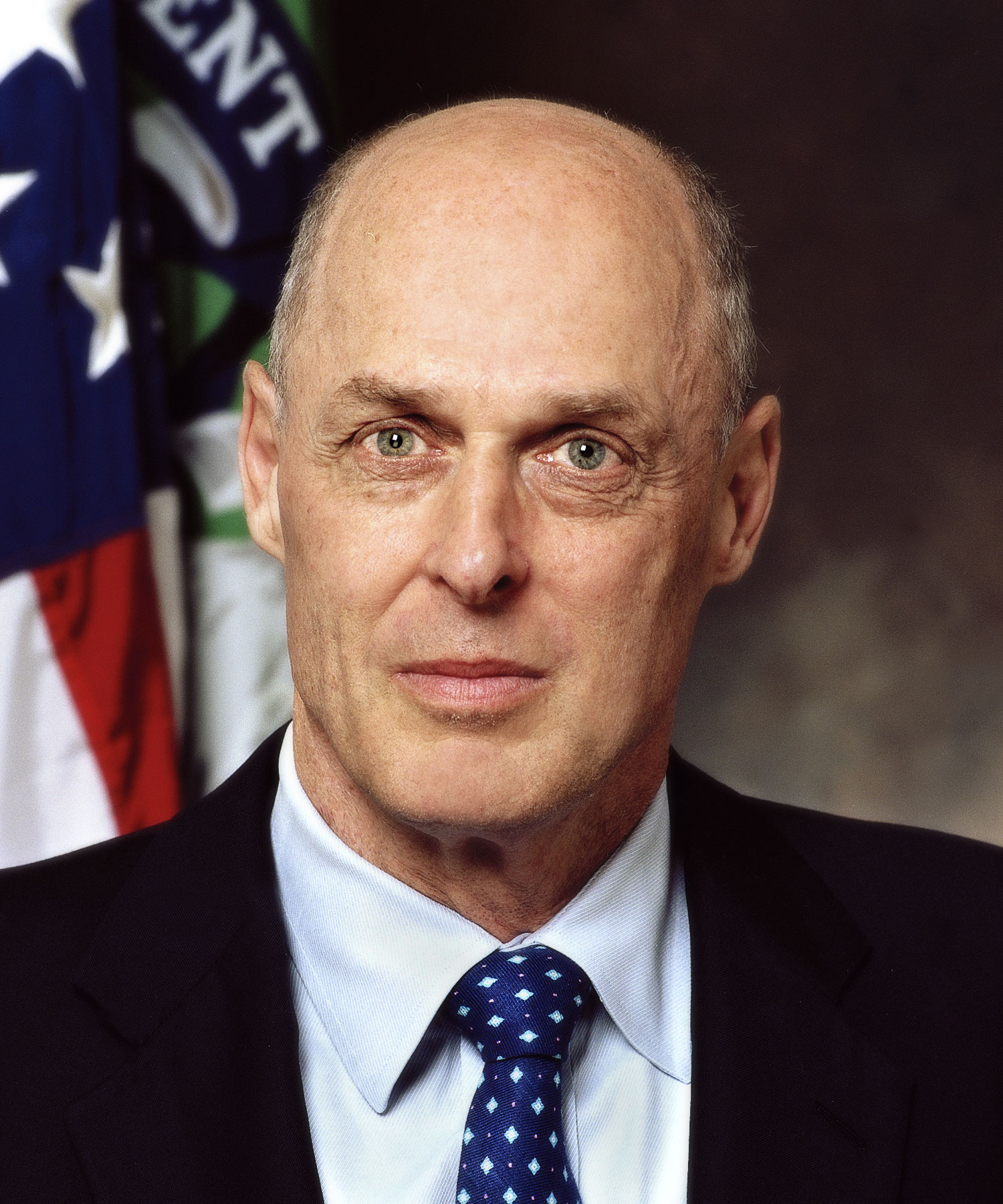
W obliczu narastającego kryzysu finansowego w USA, Henry Paulson wprowadził program ratunkowy dla systemu finansowego, m.in. przekazując miliardowe dotacje państwowe na ratowanie zagrożonych instytucji finansowych (banku Bear Stearns, gigantów rynku kredytów hipotecznych Fannie Mae i Freddie Mac oraz potentata ubezpieczeniowego AIG).

Plan Paulsona (Emergency Economic Stabilization Act of 2008 (EESA)) – program ratunkowy dla amerykańskiego sektora finansowego, zaproponowany w trakcie kryzysu finansowego w USA w 2008 roku przez Henry Paulsona, sekretarza skarbu w gabinecie George’a W. Busha.
Głównym celem tego planu był wykup z rynku złych długów udzielonych przez banki klientom, którzy nie mieli możliwości ich spłaty. Kwota przeznaczona przez rząd USA na ten cel miała sięgać 700 mld dolarów.

## Wprowadzenie w życie
W pierwotnej wersji ustawa wprowadzająca program została przedstawiona Izbie Reprezentantów 29 września 2008. Plan został odrzucony stosunkiem głosów 228 do 205. Przeciw ustawie głosowali demokraci i wielu kongresmenów partii republikańskiej.
W Senacie podczas debaty zgłoszono wiele poprawek do ustawy i ostatecznie 1 października Senat przyjął poprawioną wersję planu stosunkiem głosów 74 do 25. Poprawiona wersja ustawy trafiła ponownie do Izby Reprezentantów, która 3 października przyjęła Emergency Economic Stabilization Act of 2008 stosunkiem głosów 263 do 171.
Prezydent George W. Bush podpisał ustawę w ciągu kilku godzin od jej uchwalenia.